# Palaeothemis tillyardi
Palaeothemis tillyardi is een libellensoort uit de familie van de korenbouten (Libellulidae), onderorde echte libellen (Anisoptera).
De wetenschappelijke naam Palaeothemis tillyardi is voor het eerst geldig gepubliceerd in 1923 door Fraser.